# Thể loại phần mềm
Thể loại phần mềm là các nhóm phần mềm. Chúng cho phép phần mềm được hiểu theo các loại này thay vì đặc thù của mỗi gói phần mềm. Các kiểu phân loại khác nhau xem xét các khía cạnh khác nhau của phần mềm.

## Các cách tiếp cận phân loại

### Tính năng
Phần mềm có thể được đưa vào các thể loại dựa trên chức năng, loại hoặc lĩnh vực sử dụng chung. Có ba phân loại rộng rãi:
- Phần mềm ứng dụng là nhóm chung của các chương trình máy tính để thực hiện nhiệm vụ nào đó. Phần mềm ứng dụng có thể là cho mục đích chung (soạn thảo văn bản, trình duyệt web, v.v...) hoặc có một mục đích cụ thể (kế toán, lập lịch trình xe, vv). Phần mềm ứng dụng tương phản với phần mềm hệ thống.
- Phần mềm hệ thống là một thuật ngữ chung liên quan đến các chương trình máy tính được sử dụng để bắt đầu và chạy các hệ thống máy tính bao gồm các phần mềm và mạng ứng dụng đa dạng.
- Công cụ lập trình máy tính, như trình biên dịch và trình kết nối, được sử dụng để dịch và kết hợp mã nguồn của chương trình máy tính và các thư viện thành các đoạn mã thực hiện được trong RAM (chương trình thuộc về 1 trong 3 dạng đã kể ở trên)

### Trạng thái bản quyền
The GNU Project phân loại phần mềm theo trạng thái bản quyền tác giả: phần mềm tự do, phần mềm nguồn mở, phần mềm nguồn công cộng, phần mềm copyleft, phần mềm tự do noncopyleft, phần mềm cấp phép cho phép lỏng lẻo, phần mềm GPL, GNU operating system, chương trình GNU, phần mềm GNU, phần mềm GNU bản quyền FSF, phần mềm không tự do, phần mềm sở hữu độc quyền, phần mềm miễn phí, shareware, phần mềm cá nhân và phần mềm thương mại.